# 仰义街道
仰义街道是中华人民共和国浙江省温州市鹿城区下辖的一个街道办事处。

## 行政区划
仰义街道下辖以下村级行政区划单位：
仰新社区、澄沙桥村、渔渡村、后京村、前京村、龙川村、垟山村、十里村、河岙村、钟山村、陈村、林里村和馒头驻村。